# Alex Lutz
Alex Lutz (Estrasburgo, 24 de agosto de 1978) é um ator, humorista e cineasta francês.